# 小野職愨
小野 職愨（おの もとよし、1838年4月24日（天保9年4月1日） - 1890年（明治23年）10月27日）は日本の植物学者である。田中芳男のもとで、明治の植物学の教育のための教科書の翻訳などを行った。

## 略歴
江戸に生まれた。父親は本草家の小野職孝（もとたか）で、小野蘭山は曾祖父である。通称は苓庵、号は薫山。はじめ医学を曲直瀬篁庵に学び、江戸幕府の医学館に出仕した。1861年、領土確定のために行われた咸臨丸の小笠原諸島巡察に、阿部喜任(1805-1870）とともに医師として同行し、4ヶ月間小笠原で植物採集した。維新後は大学南校に学び、文部省に入り、1872年に発足した文部省博物局で働いた。植物学の教育的著訳述に従事し、ジョン・リンドリーの、"School Botany"(1860）の翻訳を行った。この翻訳の中で、日本最初の植物学術用語の英語、ラテン語、日本語の対訳辞典『植学訳筌』（1874）を出版し、"School Botany"の訳は『植学浅解』(1875)として出版された。田中芳男とともに、飯沼慾斎の『草木図説』20巻に学名と科名を付して『新訂草木図説』(1872)として出版した。